# (10139) Ronsard
(10139) Ronsard ist ein Asteroid des Hauptgürtels, der am 19. September 1993 vom belgischen Astronomen Eric Walter Elst am Observatoire de Calern (IAU-Code 010) in Südfrankreich entdeckt wurde.
Der Asteroid wurde am 28. Juli 1999 nach dem französischen Autor Pierre de Ronsard (1524–1585) benannt, der heute als der bedeutendste französische Lyriker der zweiten Hälfte des 16. Jahrhunderts gilt.